# خورخي هيراندو
خورخي هيراندو (بالإسبانية: Jorge Herrando)‏ (بنبلونة، 28 فبراير 2001) هو لاعب كرة قدم إسباني يلعب كمدافع مركزي في فريق أوساسونا.